# Krylovskaja
Krylovskaja (in russo Крыловская?) è un centro abitato (stanica) della Russia, situato nel Territorio di Krasnodar. È il centro amministrativo del distretto  Krylovskij.
Il villaggio si trova lungo il fiume Eja.